# Margaritaria decaryana
Margaritaria decaryana är en emblikaväxtart som först beskrevs av Jacques Désiré Leandri, och fick sitt nu gällande namn av Grady Linder Webster. Margaritaria decaryana ingår i släktet Margaritaria och familjen emblikaväxter. Inga underarter finns listade i Catalogue of Life.